# 山口市立平川中学校
山口市立平川中学校（やまぐちしりつひらかわちゅうがっこう）は、山口県山口市黒川にある公立中学校。

## 概要
山口市平川地区と吉敷地区の急速な宅地化に伴う人口増加により、山口市立鴻南中学校から校区の一部（平川地区）を分離する形で1991年に開校した。
場所は、山口市立平川小学校の南側に位置する。

## 沿革
- 1988年、平川中学校設立準備委員会発足
- 1991年、山口市立平川中学校として開校。（山口市立鴻南中学校より分離）